# 艾力克斯·溫特
亞歷山大·羅斯·溫特（英語：Alexander Ross Winter，1965年7月17日—），英國和美國男演員、導演及編劇。較著名的是在喜劇片《阿比和阿弟的冒險》（1989年）及《阿比阿弟暢遊鬼門關》（1991年）中主演比爾·普雷斯頓一角。他也在1993年電影《怪人集團》中身兼主演、編劇和導演。此外，他也時常執導紀錄片。
其他作品如電影《粗野少年族》（1987年）、《關鍵琴聲》（2013年）和紀錄片《黑市交易vs. 網路犯罪》（2015年）。

## 早期生活
艾力克斯·溫特出生於英格蘭倫敦。母親格蕾格·梅爾（Gregg Mayer）是出生於紐約的美國人，曾是瑪莎·葛蘭姆旗下的舞者且於1960年代中期在倫敦創立了一家現代舞公司；而父親羅斯·艾伯特·溫特（Ross Albert Winter）則是澳大利亞人，曾和溫特的母親一起跳舞。溫特小時候接受過舞蹈訓練。他生長在一個猶太家庭，且還有個名為史蒂芬（Stephen）的哥哥。
在溫特5歲時，他的家人搬到密蘇里州，父親在那經營著中美舞蹈公司（Mid-American Dance Company），而母親則在圣路易斯华盛顿大学教舞蹈。夫妻倆於1973年離婚。
1978年，溫特搬到了紐約市，他和母親住在紐澤西州蒙特克萊。在此期間，溫特開始通勤到紐約市、在百老匯以演員身份工作。
1983年，從蒙特克萊高中畢業後，溫特進入紐約大學的蒂施藝術學院。在紐約大學期間，他遇到了懷有抱負的電影製片人湯姆·斯特恩。兩人合作拍攝了多部16毫米短片，並以優異的成績畢業。

## 個人生活
溫特的首任妻子為索尼婭·道森（Sonya Dawson），兩人有一個兒子，出生於1998年。在某個未知的年份，他和道森離婚。2010年，溫特與電影製片人拉姆西·安·奈托結婚。他們育有兩子。
溫特同時持有英國和美國公民的身份。
2018年2月2日，溫特透露，他曾於13歲時被一名成年男子性侵，當時他正在百老匯演出；至今，該施暴者已離世。
2025年，溫特參與特斯拉下架抗爭運動。

## 外部連結
- 官方网站
- 艾力克斯·溫特的X（前Twitter）
- 艾力克斯·溫特在互联网电影资料库（IMDb）上的資料（英文）